# Casino de Montreux
Le Montreux Casino (ou Casino Barrière de Montreux) est un casino situé à Montreux, en Suisse, au bord du lac Léman. C'est lieu pour le Montreux Jazz Festival et reconstruit après un incendie de 1971 commémoré dans la chanson Deep Purple Smoke on the Water. C'est une propriété du Groupe Lucien Barrière.

## Histoire
Le Casino de Montreux est construit en 1881 et subit des modifications en 1903. Tout au long du XXe siècle, le site accueille de nombreux grands orchestres symphoniques et chefs d'orchestre renommés. À la fin des années 1960, des artistes de jazz, de blues et de rock s'y produisent. Dans les années 1960, le casino possède en outre un théâtre. On peut ainsi y voir représenter Les Cannibales de Jacques Aeschlimann en mai 1964 par la troupe des Baladins. 
Dès 1967, Montreux Jazz Festival prend place au casino, une idée originale du promoteur musical Claude Nobs. Le festival s'y tient chaque année et dure trois jours. Keith Jarrett, Jack DeJohnette, Bill Evans, Nina Simone, Jan Garbarek et Ella Fitzgerald s'y produisent. Présentant à l'origine presque exclusivement des artistes de jazz, dans les années 1970, le festival commence à élargir son champ d'action en incluant des artistes de blues, de soul et de rock. Parmi les groupes de rock notables qui se sont produits au casino de Montreux au cours de ces années se trouvent Led Zeppelin (bien qu'ils ne se soient jamais produits au festival lui-même), Black Sabbath, Pink Floyd et Deep Purple.
Le 4 décembre 1971, le Casino de Montreux est victime d'un incendie lors d'un concert des Mothers of Invention après qu'un fan ait mis le feu à la salle avec une fusée éclairante,. Un enregistrement de l'annonce de l'épidémie et de l'incendie se trouve sur un album pirate de Frank Zappa intitulé Swiss Cheese/Fire!
La chanson Smoke on the Water du groupe de rock anglais Deep Purple, qui avait prévu d'enregistrer Machine Head au casino, s'inspire de cet évènement.
Le Casino est ensuite reconstruit et, entre-temps, le Montreux Jazz Festival prend place dans d'autres auditoriums de Montreux, jusqu'à ce qu'il puisse revenir au Casino nouvellement rouvert en 1975. Le Festival continue à y être accueilli jusqu'en 1993, date à laquelle il déménage dans le Centre de Congrès de Montreux, plus grand, situé à environ un kilomètre du Casino. De 1995 à 2006, le Festival occupe à la fois le Palais des Congrès et le Casino. À partir de 2007, les concerts sont de nouveau déplacés principalement vers le Centre des congrès. À partir de 2024 et de la rénovation du centre des congrès, le Casino de Montreux accueille à nouveau une scène du Montreux Jazz Festival.

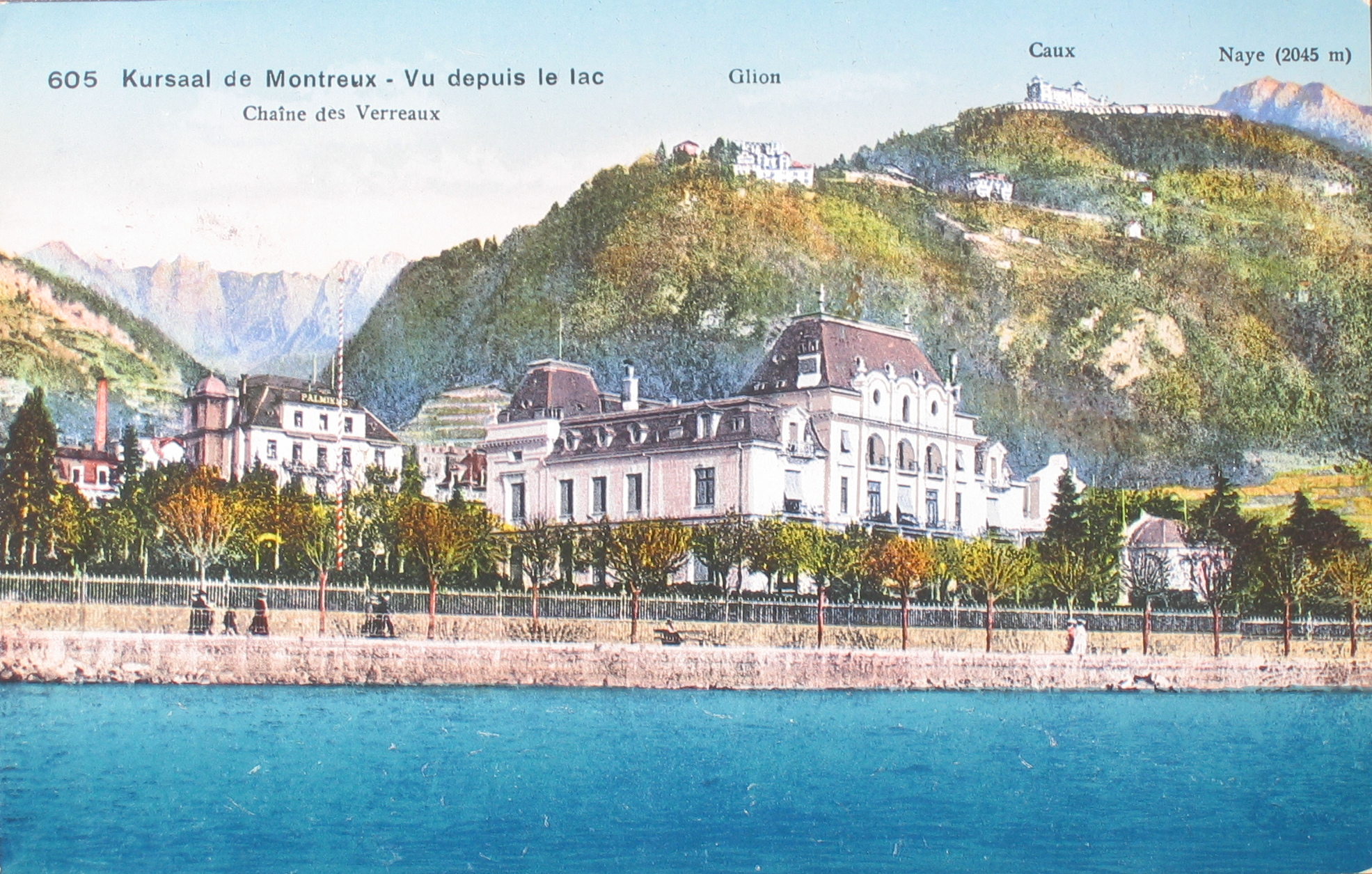
Le Casino – à l'origine appelé « Kursaal » – au début du XXe siècle (avant 1918)
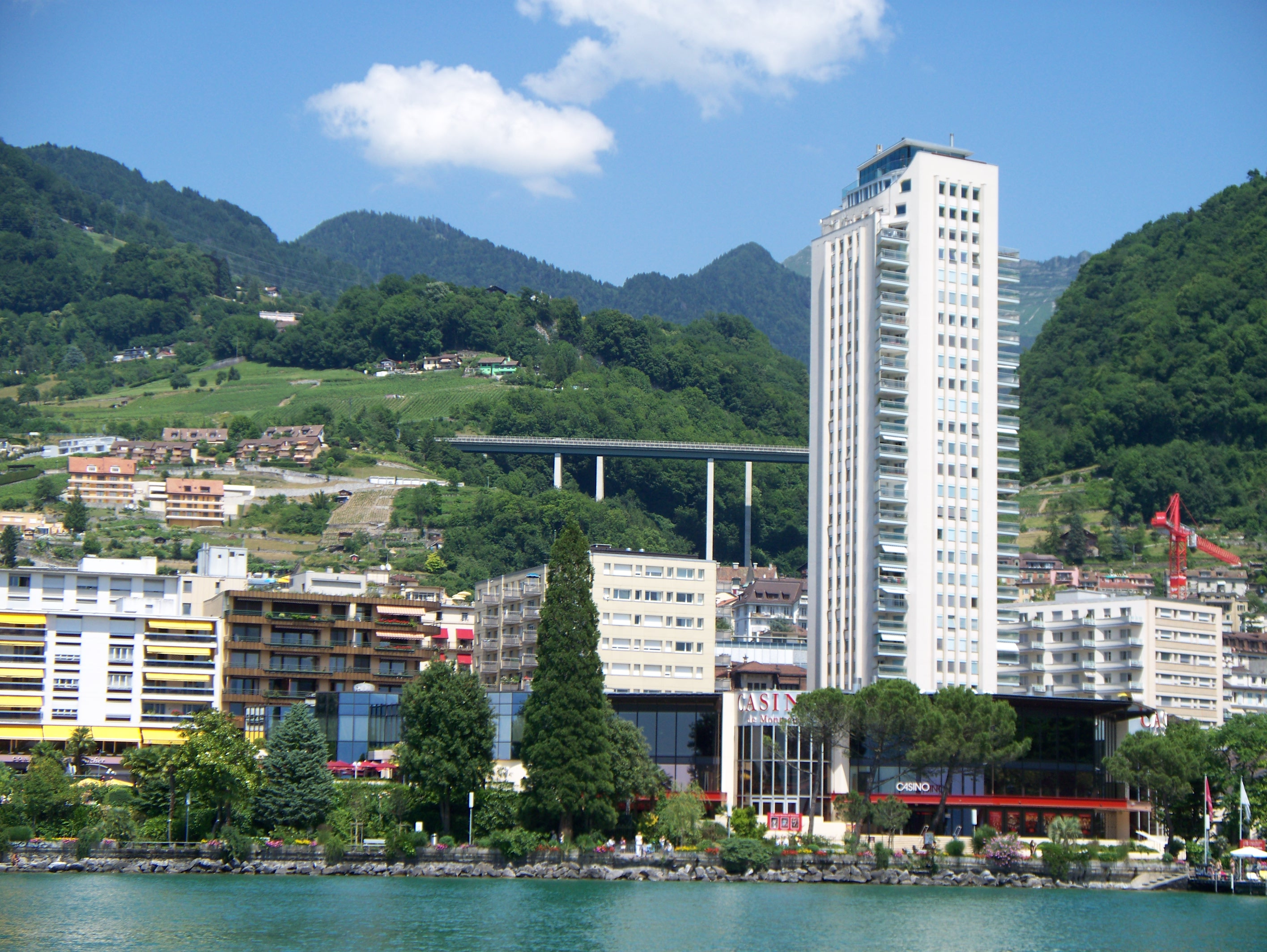
Le Casino de Montreux vu sur le lac Léman.
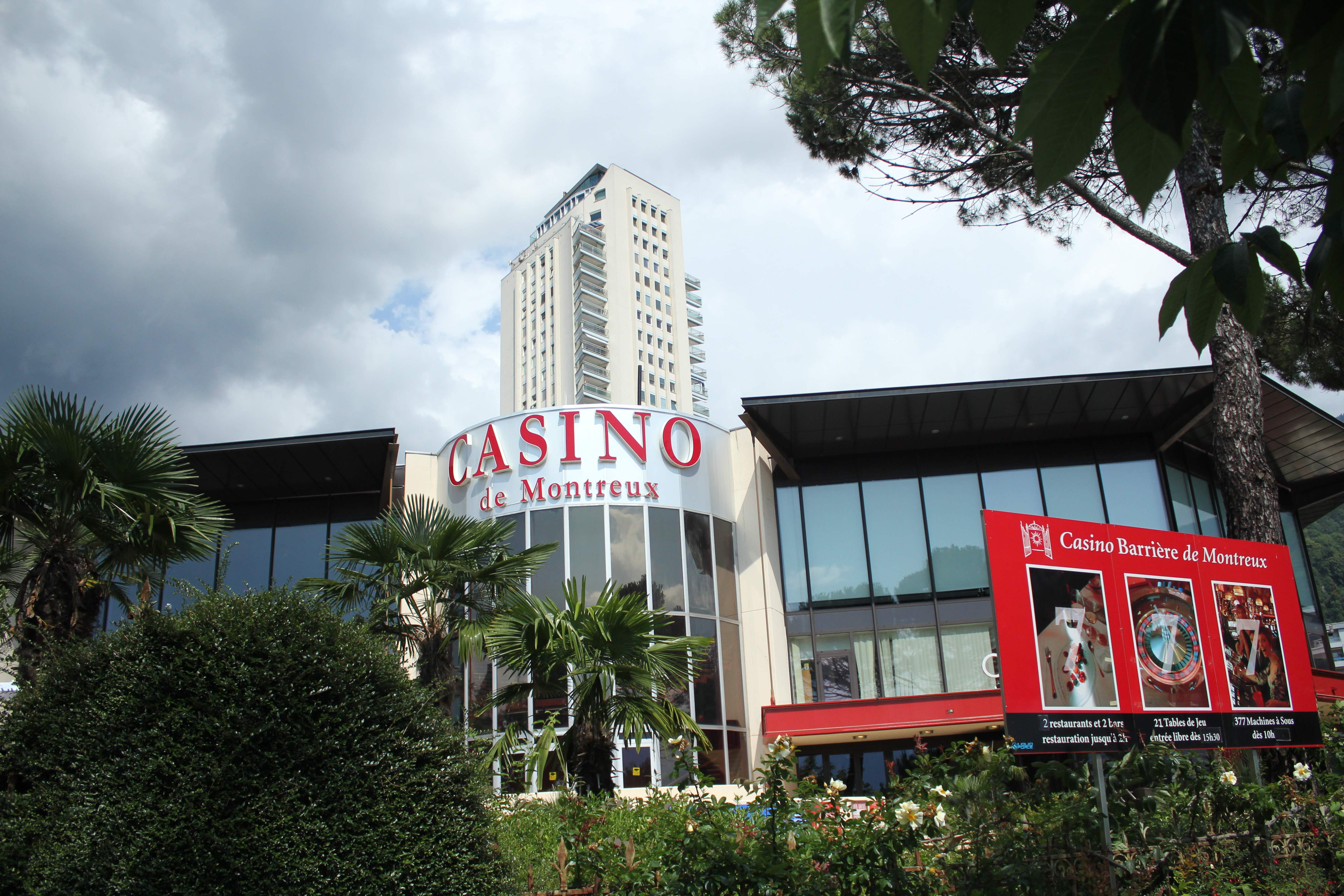
Casino de Montreux été 2014.